# Mindelunden i Ryvangen
Mindelunden i Ryvangen er en mindepark indviet den 5. maj 1950 som minde om de danske modstandsfolk, der faldt under besættelsen 1940-1945. Mindelunden ligger i Ryvangen, og stedet blev under 2. verdenskrig i perioden 1943-1945 af de tyske besættelsesstyrker anvendt som henrettelses- og begravelsesplads for danske modstandsfolk. I dag kan man stadigvæk opleve stedet, hvor de danske modstandsfolk blev henrettet, begravet og efter besættelsen genbegravet. Man kan også se grave, mindesmærker og monumenter for de omkomne modstandsfolk, som aldrig er blevet fundet; dem, som omkom i koncentrationslejre og til søs, samt de soldater, som mistede livet under besættelsen.

## Historie
Den 29. august 1943 beslaglagde tyskerne som en del af Operation Safari det militære øvelsesterræn, der hørte til Ryvangen Kaserne . Kasernen blev brugt til indkvartering af tyske soldater, mens øvelsesterrænet tjente som henrettelses- og begravelsesplads for danske modstandsfolk. De dødsdømte som medlemmer af Hvidstengruppen og Holger Danske blev bundet til træpæle, henrettet ved skydning og begravet i området.
Først den 5. maj 1945 i forbindelse med befrielsen kom modstandsfolkene til øvelsesterrænet i Ryvangen ,og først da fik offentligheden vished for, hvad der var foregået.
Kammeraternes Hjælpefond oplyser, at modstandsfolkene den 5. maj fandt 202 grave. De blev alle på foranledning af daværende kirkeminister Arne Sørensen åbnet, for at de døde kunne blive identificeret. I de nedenfor citerede kirkebøger nævnes det i flere tilfælde, at identifikationen foregik ved et ligsyn på Retsmedicinsk Institut. Det fremgår også, at 27 døde først blev fundet uger senere. 25 døde, herunder de henrettede fra Hvidsten, blev først fundet mellem en og to måneder efter befrielsen. En af de fundne blev ikke identificeret, og en af de opgravede viste sig at være en SS-mand.
Ligsynene på Retsmedicinsk Institut viste for 19 mænd fra kirkebøgerne for Bethlehem, Bispebjerg, Holmen, Vor Frelser, Aars og Sankt Markus, Aalborg, at henrettelsen var sket med skud i brystet. For syv mænd med 3-7 skudsår.
De pårørende kunne få de døde genbegravet på den hjemlige kirkegård eller i Mindelunden, der er anlagt på området og underlagt Kirkeministeriet som statskirkegård. I forbindelse med begravelserne omtaltes Mindelunden som Mindekirkegaarden i Ryvangen.
Den 29. august 1945, på toårsdagen for tyskernes overfald på kasernen (samt opløsning af hele Danmarks militær), blev 93 kister og 13 urner kørt fra Christiansborg Ridebane til begravelse i Ryvangen. København flagede på halv, og biskop Hans Fuglsang-Damgaard indviede Mindelunden som begravelsesplads. Ud over de pårørende deltog også kongehuset, regeringen og repræsentanter fra modstandsbevægelsen.

## Mindelunden
I midten af Det Store Gravfelt (se herunder for uddybende beskrivelse) er nedlagt en mindeplade for de 91 modstandsfolk, der blev fundet i Ryvangen, og som efter de pårørendes ønske blev begravet i det hjemlige sogn. Billedhuggeren Axel Poulsen skabte monumentet For Danmark / Moderen med den dræbte søn, som står centralt i anlægget, der er tegnet af arkitekt Kaj Gottlob. Haven er designet af Aksel Andersen.
Tre identiske bronzeafstøbninger af de originale træpæle, samt en mindetavle med vers af Kaj Munk markerer i dag henrettelsespladsen. Inskriptionen lyder:
Drenge I drenge som døde
I tændte for Danmark
i dybeste mulm
en lysende morgenrøde
31 modstandsfolk, som døde i tyske fængsler og koncentrationslejre, er begravet her. Under en pergola findes en mindemur med 151 indmurede mindesten med navnene på 151 modstandsfolk, hvis jordiske rester aldrig er fundet. På mindemurens midte findes en stor fællestavle med en tekst af Martin A. Hansen.
Hjemmeværnet blev oprettet i 1949 og afholdt 24. december samme år en højtidelighed for besættelsestidens ofre i Mindelunden. Siden afholder Hjemmeværnet hver juleaftensdag en højtidelighed samme sted.
Den 5. maj 1950, som var femårsdagen for Danmarks befrielse, blev Mindelunden officielt indviet. Siden da arrangerer Kammeraternes Hjælpefond hvert år den 4. maj en højtidelighed på stedet, siden 1985 i tæt samarbejde med det lokale Hjemmeværnskompagni.
Mindestenene er efter flere årtiers medtagne af vejr og vind og svære at læse.

## Det Store Gravfelt med 106 grave
Ud over de nedenstående 105 modstandsfolk blev Harald Christensen den 29. august 1945 begravet i Mindelunden. Men i 1950, inden Mindelundens officielle indvielse, blev hans jordiske rester opgravet endnu en gang og flyttet, således at én af gravene er tom. Tilsvarende blev Estvan Svend Aage Wehlast begravet i Mindelunden den 29. august 1945, men allerede følgende år opgravet igen og flyttet. Den officielle liste over begravede modstandsfolk i Ryvangen omfatter således ikke hverken Christensen eller Wehlast.
Kirkeministeriet beluttede i 2023 af fjerne gravstenen for Karl Edvard Nielsen i Mindelunden. Han blev dræbt af Gestapo i 1944, men senere forskning er kommet frem at han ikke var modstandsmand, men arbejdede for tyskerne og blev dræbt ved en fejl. Hans gravsten blev fjernet 9. april 2024.
- Erik Gerhard Andersen[22]
- John Erik Andersen[23]
- Jørgen Arboe-Rasmussen[24]
- Emil Balslev[25]
- Hermann Møller Boye[26]
- Karl Gustav Stricker Brøndsted[27]
- Jørgen Buntzen[28]
- Erik Caland[29]
- Ib Mogens Bech Christensen[30]
- Ole Christensen[31]
- Preben Richard Christensen[32]
- Erik Briand Clausen[33]
- Erik Crone[34]
- Gunnar Mogens Dahl[35]
- Niels Louis Damsgaard[36]
- Bent Faurschou-Hviid[37]
- Poul Bernhard Finderup[38]
- Ib Fischer[39]
- Walter Svend Aage Florang[40]
- Helge Emil Frederiksen[41]
- Otto From-Petersen[42]
- Peter Wessel Fyhn[43]
- Poul Ib Gjessing[44]
- Svend Glendau[45]
- Hans Henrik Christian Gottschalch[46]
- Preben Gylche[47]
- Knud Erik Henning Gyldholm[48]
- Preben Hagelin
- Jørgen Hall[49]
- Kai Ole Hammerich[50]
- Arne Lützen Hansen[51]
- Christian Ulrik Hansen[52]
- Orla Jens Christian Hansen[53]
- Ejler Haubirk[54]
- Kaj Ove Hedal[55]
- Hans Jørgen Henriksen[56]
- Poul Erik Hildahl[57]
- Kaj Gersdorff Holbech[58]
- Ejler Frederik Hurtigkarl[59]
- Aksel Jensen[60]
- Helge Ove Jensen
- Jørgen Juel Jensen
- Mølgaard Jensen[61]
- Robert Jensen[62]
- Svend Erik Jensen[63]
- Svend Georg Borup Jensen[64]
- Hans Robert Filip Johansen
- Steffen Harald Johansen[65]
- Sven Jørgensen[66]
- Thorkild Toftegaard Jørgensen
- Knud Klitbo
- Anton Laurits Emil Knudsen[67]
- Jens Jørgen Jacob Koefoed[68]
- Kaj Leo Kristensen[69]
- Holger Nyhuus Kristoffersen[70]
- Carl Jørgen Larsen[8]
- Carl Jørgen Erik Skov Larsen[71]
- Knud Larsen
- Poul Larsen[72]
- Otto Egholm Lauritzen[73]
- Cleving Benjamin Lindhardt[74]
- Poul Boris Alex Madsen[7]
- Kim Malthe-Bruun[75]
- Peter Bogstad Mandel[76]
- Povl Markussen
- Jens Jakob Wolf Martens[77]
- Anna Louise (Lone) Christine Maslocha f. Mogensen
- Lucian Maslocha
- Victor Bering Mehl[78]
- Erik Koch Michelsen[79]
- Svend Erik Mikkelsen[80]
- Carl Mortensen[81]
- Andreas Bronislaw Wadesloff Nielsen[82]
- Arthur Nielsen[83]
- Carl Alfred Nielsen[84]
- Karl Edvard Nielsen[85] – grav nedlægess i 2024, se ovenfor.[20]
- Svend Otto Nielsen[86]
- Erik Nyemann[87]
- Leif Dines Pedersen[88]
- Carl Petersen[89]
- Carsten Leif Bruhn Petersen
- Henrik Wessel Platou[90]
- Georg Quistgaard[91]
- Svend Edvard Rasmussen[92]
- Ludvig Alfred Otto Reventlow[93] (Alternativt skete begravelsen i Mindelunden den 6. september 1945)[94]
- Ebbe Rørdam[95]
- Kai Holger Schiøth[96]
- Jørgen Haagen Schmith[97]
- Steen Simonsen[98]
- Eduard Frederik Sommer[99]
- Per Sonne[100]
- Niels Stenderup[6]
- Lars Bager Svane[101]
- Holger Otto With Søderberg
- Carl Borch Sørensen[102]
- Carl Helmuth Preben Berg Sørensen[103]
- Johan Jørgen Teilmann[104]
- Jens Carl Thomsen[105]
- Jørn Thomsen
- Svend Tronbjerg[106]
- Sten Verland[107]
- Carl Axel Vindum
- Niels Alexander von Wendt Rahbek
- Erik Henning Gunnar Widding[108]
- Jørgen Frederik Winther[109]

## Gravfeltets mindeplade for 91 faldne
- Carl Erik Abel[110]
- Lennart Ahlefeldt-Laurvig-Lehn[111]
- Egon Andersen[112]
- Ferdinand Emil Martin Andersen[113]
- Henning Andersen[114]
- Jørn Andersen[115]
- Ole Bay Andersen[116]
- Orla Andersen[117]
- Agnes Viktoria Andreasen[118]
- Poul Espen Bendtsen[119]
- Finn Valdemar Bøsling[120]
- Bent Christensen[121]
- Carl Anders Christiansen[122]
- Børge Walter Helmer Clausen[123]
- Aage Emil Daugaard[124]
- Frode Jens Dehn-Jensen[125]
- Svend Vinding Dorph[126]
- Hans Eeg[127]
- Marius Anton Pedersen Fiil[128]
- Niels Fiil[129]
- Carl Emil Gregersen
- Peter de Hemmer Gudme[130]
- Erik Stibolt Hansen[131]
- Henning Børge Hansen[132]
- Johan Kjær Hansen[133]
- Poul Erik Krogshøj Hansen[134]
- Svend Aage Hedeman Hansen[135]
- Helge Carlo Harry Hermann[136]
- Paul Petersen Holm[137]
- Erik Christian Immanuel Holst[138]
- Vagn Eigil Holst[139]
- Vilhelm Hugo Hedemann Holst[140]
- Albert Carlo Iversen[141]
- Helge Broch Iversen[142]
- Axel Carl Sophus Jacobsen[143]
- Henry Jacobsen[144]
- Hans Kristian Martin Jakobsen[145]
- Bent Jensen[146]
- Georg Emil Skovgård Jensen[147]
- Hagbard Friis Jensen[148]
- Jens Thue Jensen[149]
- Michael Westergård Jensen[150]
- Skjold Leo Alva Jensen[151]
- Marius Peter Christian Jeppesen[152]
- Kaj Søren Johansen[153]
- Kai Johan Laurs Holst Jørgensen[154]
- Alexander Keller
- Gunner Bernhard Malling Kier[155]
- Niels Nielsen Kjær[156]
- Karl Gustav Kolding[157]
- Søren Peter Kristensen[158]
- Børge Christian Larsen[159]
- Einar Aksel Larsen[160]
- Iver Peder Lassen[161]
- Børge Johannes Lauritsen[162]
- Jens Peter Funch Lind[163]
- Preben Lytken Madsen[164]
- Benny Randau Mikkelsen[165]
- Ejner Ole Mosolff[166]
- Asger Lindberg Mørup[167]
- Eluf Preben Månsson[168]
- Eigil Bruno Wendell de Neergaard[169]
- Svend Haakon Niclassen[170]
- Dagny Nielsen[171]
- Hans Silas Nielsen[172]
- Mogens Seierø Nielsen[173]
- Poul Mackeprang Nielsen[174]
- Svend Egon Nielsen[175]
- Jørgen Bendt Nygaard[176]
- Kaj Peter Cornelius Ohlsen[177]
- Anders Christian Olsen[178]
- Erik Pedersen[179]
- Hans Christian Just Petersen[180]
- John Hjalmar Wulff Petersen[181]
- Knud Petersen[182]
- Mogens Carl Christian Poulsen[183]
- Jørgen Rydder[184]
- Hans Brahe Salling[185]
- Jørgen Eivind Schacht[186]
- Bendt Stentoft[187]
- Georg Vilhelm Jørgen Stougaard
- Aage Einar Strecker[188]
- Herold Jensen Svarre[189]
- Christian Fugl Svendsen
- Aage Søndergård[190]
- Axel Sørensen[191]
- Peder Bergenhammer Sørensen[192]
- Eigil Kirstein Vistisen[193]
- Henning Wieland[5]
- Morten Wiltrup[194]
- Helmer Andreas Fabricius Wøldike[195]

## Mindemurens 151 savnede modstandsfolk
- Ivan Adriansen
- Aage August Agersted
- Peder Valdemar Ahnfeldt-Mollerup (Shellhusbombardementet)
- Stig Gustav Emil Anker Ammentorp
- Jens Albert Andersen
- Christian Andersen
- Ove Andersen
- Charles André Overgaard Andersen
- Jes Peter Asmussen
- Knud Hansen Barfod
- Hertha Bentzen
- Carl Julius Valdemar Berg
- Carly Anders Bertelsen
- Otto Johannes Bogh
- Viegand Moritz Bolvig
- Einar Jordt Brodersen
- Helge Georg Jensen Brünnich
- Per Heller Bunde
- Jacob Bøgh
- Christian Callesen
- John Thorvald Christensen
- Niels Christian Thy Christensen
- Abraham Clod-Hansen
- Ejvind Lundorff Dengsø
- Svend Carstensen Egebjerg
- Jørgen Esseman
- Karinus Johannes Felsted
- Tyge Eduard Fischer
- Kjeld Frederiksen
- Alfred Rasmussen Friis
- Holger Feldborg Gantriis
- Uffe Gehrke
- Aage Zinklar Gjødrik-Andersen
- Egon Glerup
- Arthur Gregersen
- Ejnar Grif
- Martin Jessen Grøn
- Robert Max Haagensen
- Carl Hammerich (Shellhus-bombardementet)
- Ole Tidemann Hansen
- Agnes Jørgine Margrethe Hansen
- Viggo Emil Hansen
- Poul Hansen
- Evald Hansen
- Toke Kurt Hansen
- Thorvald Christian Hansen
- Ib Holm Hansen
- Arne Mikael Hansen
- Harald Frederik Valdemar Hein
- Henry Ingemann Martin Him-Jensen
- Carl Heinz Johannes Hocke (Shellhusbombardementet)
- Hakon Harboe Hygom
- Isak Vilhelm Hyttel Isaksen
- Romeo Andreas Lorenz Jacobsen
- Viggo Anders Jacobsen
- Poul Emil Rosenstand Jacobsen
- Josef Janecki
- Harry Keil Jensen
- Jens Peter Jensen
- Niels Peter Jensen
- Johannes Jensen
- Viggo Emil Jensen
- Hans Anders Jensen
- Helmuth Bartholdy Jensen (Shellhusbombardementet)
- Svend Aage Jensen
- Christian Jensen
- Otto Christian Jensen
- Ejler Johansen
- Kurth Elith Johansson
- Henning Jørgensen
- Arne Kjeld Jørgensen
- Edvard Charles Jørgensen
- Frits Camillo Herman Jørgensen
- Carl Kjerrumgaard Jørgensen
- Aksel Johannes Kaack
- Henry Suell Kiersgaard
- Ejnar Kirkegaard
- Povl Kisling-Møller
- Arnold Ingemann Kjær
- Erik Klindt
- Alfred Kristensen
- Poul Kristiansen
- Erik Jørgen Larsen
- Preben Holger Larsen
- Hans Frederik Larsen
- Niels Hieronymus Haae Laub
- Berting Sofus Madsen
- Hans Jørgen Madsen
- Aninus Marius Madsen
- Otto Theodor Vilhelm Malling
- Tage Fox Maule
- Harry Edvard Valdemar Mortensen
- Birger Mouritsen
- Villy Helmuth Møller
- Viggo Harald Møller
- Knud Henning Møller
- Elius Møller
- Svend Nicolajsen
- Peter Marensius Nielsen
- Egon Lykke Nielsen
- Erik Christian Schøtler Nielsen
- Albert Fritz Nielsen
- Henry Charles Anders Marius Nielsen
- Hans Bøge Nielsen
- Poul Hans Nielsen
- Niels Kristian Sand Nielsen
- Henry Nielsen
- Helge Elfred Norlin
- Kristian Nytorp
- Ole Georg Lauge Olsen
- Aage Helge Olstrup
- Ernst Peter Oskar Persson
- Christian Marius Petersen
- Ole Abildgaard Petersen
- Knud Aage Rosenberg Petersen
- Jørgen Palm Petersen (Shellhusbombardementet)
- Jørgen Bøhm Prip
- Axel Carl Dusinus Rasch
- Valdemar Kjeld Rasmussen
- Rasmus Peter Rasmussen
- Jørgen Preben Jensen Restrup
- Thorkild Ruby
- Adam Heide Salto
- Gustav Frederik Schaarup
- Axel Johan Viktor Scheiby
- Carl Christian Schou
- Poul Seidenfaden
- Søren Christian Jensen Serup
- Johannes Egerton Simonsen
- Fritz Christian Skipper
- Mogens Skov
- John Smith
- Arne Elesius Sode
- Erik Svendsen
- Henry Eppler Sørensen
- Ole Søren Sørensen
- Leo Sørensen
- Holger Robert Sørensen
- Jacob Thalmay
- Henry Christian Thomsen
- Villy Sigurd Holm Thomsen
- Jørgen Thorball
- Carl Marius Thøgersen
- Valdemar Vangsted
- Leif Steffen Vennike
- Erik Georg Westh
- Monica f. Massy-Beresford Wichfeld
- Knud Henrik Nicolai Vindel
- Aage Wodstrup
- Edvard Alexander Louis Zimmermann
- Jørgen Østergaard

## De 31 KZ-grave
- Hans Peter Andersen
- Carly Anders Bertelsen
- Holger Biehl
- Rasmus Axel Brus-Jørgensen
- Hedevig Alexandra Carlsen
- Laurits Holm Christensen
- Poul Johannes Christiansen
- Børge Anker Collin
- Erik Frederiksen
- Egil Fussing
- Poul Emil Gerner-Mikkelsen
- Leo Gnatt
- Johan Hansen
- Oliver Teddy Hansen
- Rune Ejvind Espetvedt Hansen
- Erik Bülow Hinrichsen
- Kai Jacobsen
- Kaj Arne Trolle Jacobsen
- Charles Frederik Larsen
- Otto Melchior
- Karl Kresten Nielsen
- Tage Vorsaa Nielsen
- Mads Arent Petersen
- Axel Rothe Petersen
- Boye Spetzler Petersen
- Kaj Snedker Rasmussen
- Leo Falk Simonsen
- Jørgen Staffeldt
- Erik Bondo Svane
- Poul Bengt Svendsen
- Viggo Wedel-Brandt

## Andre døde i Ryvangen
Ud over de 380 ovenfor nævnte modstandsfolk blev følgende også fundet døde i Ryvangen efter befrielsen:
- Hans Otto Hausgaard Andersen[196][197]
- Svend Olaf Lauge[198]
- Mogens Rathjen[199]
- Ukendt Mand[200]

## Hør også
- Ryvangen af Niels Skousen fra cd'en Daddy longleg.